# Trícala (unidade regional)
Trícala ou Trikala (ou ainda: Tríkala, Trikalon; em grego: Τρίκαλα) é uma unidade regional da Grécia, localizada na regiões da Tessália. Sua capital é a cidade de Trícala.